# ベルギーの解放
ベルギーの解放（ベルギーのかいほう、英: Liberation of Belgium）では、第二次世界大戦においてナチス・ドイツに占領されていたベルギーの、連合国軍による解放について記述する。
ベルギーは、ナチス・ドイツのフランス侵攻の一環であるベルギーの戦い（1940年）に敗れてから占領下にあった。連行国軍は北フランスへのノルマンディー上陸作戦（1944年6月6日）を成功させ、ヨーロッパ大陸西部戦線でドイツ国防軍や武装親衛隊を撃破しながら東進した。ドイツによる占領から4年が経った1944年9月2日に、連合国軍が進撃してベルギー解放戦が始まり、連合国軍が首都ブリュッセルを占領してから4日後の9月8日に、ベルギー亡命政府が帰国し、政権を取り戻した。1945年2月4日、クレヴィンケルが解放され、ベルギー全域がドイツの支配から解放された。

## 作戦開始
解放作戦は、英第21軍集団が北仏でのファレーズ・ポケットから東進するとともに始まり、第2カナダ師団が9月2日にベルギーに到達した。
ブライアン・ホロックスが、ベルギー国境に近い北仏ドゥエーにいた英近衛機甲師団の士官に対して、翌日の目標が110キロメートル東のブリュッセルであると説明し、嬉しい驚きとともに受け止められた。師団はベルギーへの進軍で死傷者を出したが、ドイツ軍がファレーズでの敗北で未だに混乱しており、左翼の王立騎兵隊と右翼のグレナディアガーズが先頭を進み、ウェールズとアイルランドの部隊が後ろからついてきた。
ベルギーの首都の市民はそれほどすぐに解放されるとは思っていなかったので、大衆の歓迎は、解放軍の進撃が遅れるほどだった。
ウェルシュガーズが現地に到着し、9月4日に小規模な抵抗に遇った。同日、イギリスの第2軍がオランダに近い、スヘルデ川の港湾都市アントウェルペンを占領した。連合国軍がアントウェルペン港を兵站拠点として使うにはスヘルデ河口の支配が必要であり、その後のスヘルデの戦いにおいて多くの犠牲を払った。アントウェルペンは、連合国軍が初めて完璧に近い状況で占領した港だったため、特に喫水が深い大型船舶に対応できる港湾施設で価値が大いにあった。9月6日第4カナダ師団がベルギーとの国境を通過し、イーペルとパッシェンデール周辺地域を奪取した。

## ヘント運河
9月9日から11日まで、ポーランド第1機甲師団がヘント運河を占領しようとしたが、峻険な地形で激しい抵抗に遭い、ポーランド側が大損害を被った。川の5キロメートル上流、ブルッヘの南で、第4カナダ師団が9月8日に攻勢をかけ、激しい迫撃砲攻撃に遭いながらも、2日後に突破した。

## アルデンヌ
コートニー・ホッジス将軍が率いるアメリカ第1軍が、1944年9月初頭にブリュッセル南部を占領した。アメリカ軍はリエージュ南部からアルデンヌを通りルクセンブルクまで非常に薄く展開し、防衛線はほとんど強化されていなかった。
ナチス・ドイツ総統アドルフ・ヒトラーは、12月16日にバルジの戦いとして知られる最後の攻勢に出て、第6装甲師団が進軍してアントウェルペンを占領するとともに、アルデンヌの森を突破しようとした。ハッソ・フォン・マントイフェル将軍が率いる第5装甲軍がアメリカ軍を攻撃し、第7軍が南部を攻撃して供給を遮断し緩衝地帯をつくることになっていた。
12月16日朝のドイツ軍の2時間の砲撃が連合国軍を驚かせた。ドイツ軍が攻撃した時、霧がかかっており、連合国軍は制空権を利用して地上部隊に再補給することができなかった。12月18日、2日間で97キロメートル進軍すると、ドイツ軍は膠着状態に達した。22日には晴れて、連合国軍が再補給されることができた。激しい戦いが続き、1945年1月中旬の終わりには、ドイツの戦車部隊の燃料が不足し始めた。
戦いはドイツ軍の全面撤退で終わった。アメリカ軍60万人が参戦し、アメリカ軍で最大の陸戦となり、81,000人が死傷した。ドイツ軍の死傷者（戦死、負傷、作戦行動中行方不明）の推定範囲は、67,675人から125,000人の間とされる。